# 喜多見
喜多見（きたみ）は、東京都世田谷区の町名。現行行政地名は喜多見一丁目から喜多見九丁目。住居表示実施済区域。もと北多摩郡砧村の大字だったが、1936年、東京市に編入の際、世田谷区の一町名となる。

## 地理
世田谷区砧地域に属する。南北に細長い町域を持ち、北で狛江市東野川、東で成城、南東で大蔵・宇奈根、南側の多摩川西岸で川崎市多摩区堰・宿河原、西で狛江市駒井町・岩戸南・岩戸北に隣接する。小田急電鉄小田原線が北部を通り、九丁目に喜多見駅がある。

### 河川
- 多摩川
- 野川

### 地価
住宅地の地価は、2025年（令和7年）1月1日の公示地価によれば、喜多見1-26-3の地点で29万2000円/m2、喜多見4-3-13の地点で32万7000円/m2、喜多見9-19-6の地点で42万2000円/m2となっている。

### 地形
比較的水はけが悪い場所があり、集中豪雨時には内水氾濫により浸水被害が出ることがある。

## 歴史
中世には本拠地である江戸を追われた江戸氏が本拠地を構え、江戸時代には短期間ながら、この地に藩庁を置く喜多見藩が存在した。
1927年4月1日、喜多見駅が開業した。
1967年6月初め、都市近郊農家の多角経営化と家庭園芸家のために、砧農協が園芸センターを開園した。

### 地名の由来
1300年代初期には「木田見」とある。16世紀後半頃に「木多見」「喜多見」や「北見」と見られる。この付近は古くの古代集落の遺跡が発見されており、歴史は古い。しかし地名の語源ははっきりしていない。

### 住居表示実施前後の町名の変遷
| 実施後       | 実施年月日   | 実施前（各町名ともその一部）       |
| ------------ | ------------ | ---------------------------------- |
| 喜多見一丁目 | 1971年5月1日 | 喜多見町、宇奈根町の各一部         |
| 喜多見二丁目 | 1971年5月1日 | 喜多見町の一部                     |
| 喜多見三丁目 | 1971年5月1日 | 喜多見町、宇奈根町、鎌田町の各一部 |
| 喜多見四丁目 | 1971年5月1日 | 喜多見町の一部                     |
| 喜多見五丁目 | 1971年5月1日 | 喜多見町の一部                     |
| 喜多見六丁目 | 1971年5月1日 | 喜多見町、大蔵町の各一部           |
| 喜多見七丁目 | 1971年5月1日 | 喜多見町の一部                     |
| 喜多見八丁目 | 1971年5月1日 | 喜多見町の一部                     |
| 喜多見九丁目 | 1971年5月1日 | 喜多見町の一部                     |

## 世帯数と人口
2025年（令和7年）1月1日現在（世田谷区発表）の世帯数と人口は以下の通りである。
| 丁目         | 世帯数    | 人口     |
| ------------ | --------- | -------- |
| 喜多見一丁目 | 825世帯   | 2,010人  |
| 喜多見二丁目 | 773世帯   | 1,463人  |
| 喜多見三丁目 | 626世帯   | 1,436人  |
| 喜多見四丁目 | 1,305世帯 | 2,633人  |
| 喜多見五丁目 | 875世帯   | 1,729人  |
| 喜多見六丁目 | 693世帯   | 1,528人  |
| 喜多見七丁目 | 1,719世帯 | 3,382人  |
| 喜多見八丁目 | 1,386世帯 | 2,379人  |
| 喜多見九丁目 | 1,669世帯 | 3,180人  |
| 計           | 9,871世帯 | 19,740人 |

### 人口の変遷
国勢調査による人口の推移。
| 年                 | 人口   |
| ------------------ | ------ |
| 1995年（平成7年）  | 15,500 |
| 2000年（平成12年） | 17,560 |
| 2005年（平成17年） | 18,517 |
| 2010年（平成22年） | 19,276 |
| 2015年（平成27年） | 19,559 |
| 2020年（令和2年）  | 19,721 |

### 世帯数の変遷
国勢調査による世帯数の推移。
| 年                 | 世帯数 |
| ------------------ | ------ |
| 1995年（平成7年）  | 6,513  |
| 2000年（平成12年） | 7,817  |
| 2005年（平成17年） | 8,506  |
| 2010年（平成22年） | 8,851  |
| 2015年（平成27年） | 9,028  |
| 2020年（令和2年）  | 9,408  |

## 学区
区立小・中学校に通う場合、学区は以下の通りとなる（2024年8月現在）。
| 丁目         | 番地 | 小学校                 | 中学校                 |
| ------------ | ---- | ---------------------- | ---------------------- |
| 喜多見一丁目 | 全域 | 世田谷区立喜多見小学校 | 世田谷区立喜多見中学校 |
| 喜多見二丁目 | 全域 | 世田谷区立喜多見小学校 | 世田谷区立喜多見中学校 |
| 喜多見三丁目 | 全域 | 世田谷区立喜多見小学校 | 世田谷区立喜多見中学校 |
| 喜多見四丁目 | 全域 | 世田谷区立喜多見小学校 | 世田谷区立喜多見中学校 |
| 喜多見五丁目 | 全域 | 世田谷区立喜多見小学校 | 世田谷区立喜多見中学校 |
| 喜多見六丁目 | 全域 | 世田谷区立砧小学校     | 世田谷区立砧中学校     |
| 喜多見七丁目 | 全域 | 世田谷区立喜多見小学校 | 世田谷区立喜多見中学校 |
| 喜多見八丁目 | 全域 | 世田谷区立明正小学校   | 世田谷区立砧中学校     |
| 喜多見九丁目 | 全域 | 世田谷区立明正小学校   | 世田谷区立砧中学校     |

## 交通

### 鉄道
| 街区内の駅                       |
| -------------------------------- |
| 小田急小田原線 - 喜多見駅(OH 15) |

北西部の狛江市との境界に小田急線、喜多見駅があるが、駅からの徒歩圏以外は狛11（小田急）、狛12（小田急）、砧06（東急）、玉07（東急）、玉07（小田急）、玉08（小田急）系統等のバスを利用して狛江駅、和泉多摩川駅、成城学園前駅、二子玉川駅等に出る人が多い。

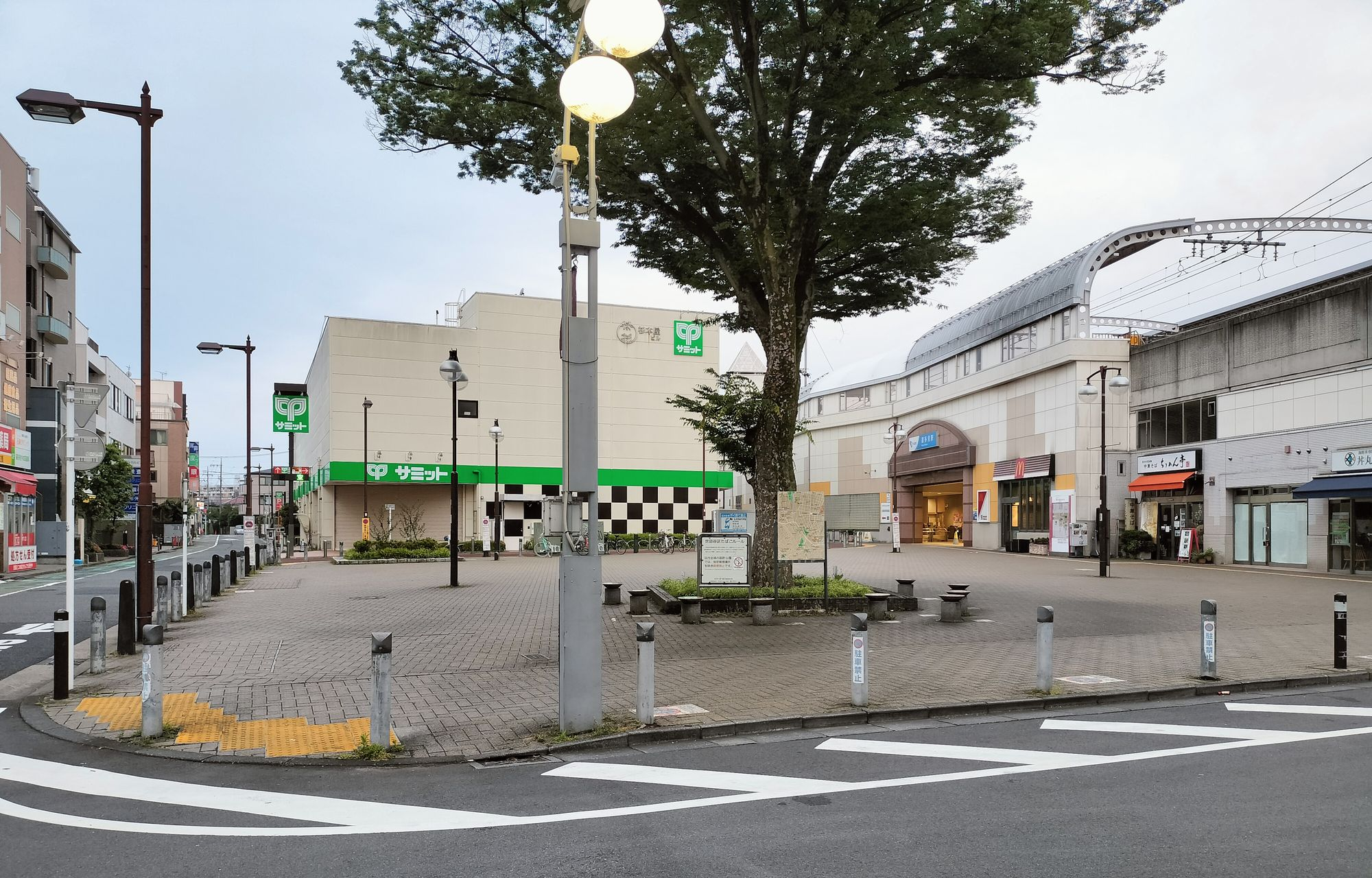
喜多見駅南口広場
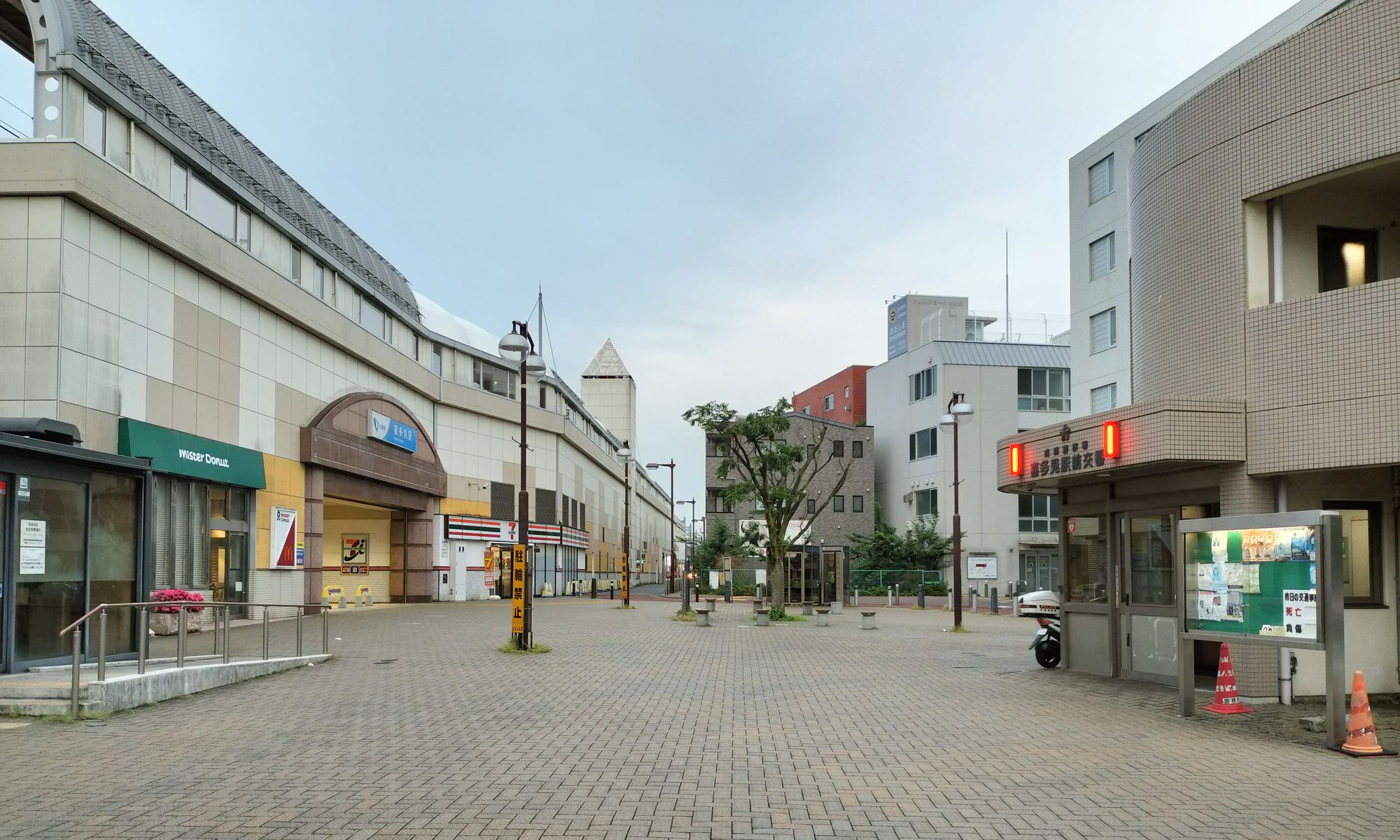
北口広場

### 路線バス
世田谷通り・多摩堤通りを経由する路線
- 渋26 （小田急）渋谷駅 - 三軒茶屋 - 上町 - 成育医療研究センター前 - 砧中学校下 - 雁追橋 - 喜多見駅入口 - 狛江駅北口 - 調布駅南口
- 玉07 （東急・小田急）二子玉川駅 - 吉沢 - 下宿 - 次太夫堀公園前 - 砧中学校下 - 成城学園前駅
- 玉08（小田急）二子玉川駅 - 吉沢 - 下宿 - 次太夫堀公園前 - 砧中学校下 - 雁追橋 - 喜多見駅入口 - 狛江駅北口 - 調布駅南口

水道道路を経由する路線
- 砧06（東急）(朝のみ) 砧本村 - 宇奈根地区会館 - 喜多見小学校前 - 東名高速下 - 砧本村
  - 2023（令和5）年2月までは二子玉川駅までの直通系統である玉04・05が設定されていたが廃止され、東名高速下または砧本村バス停での二子玉川駅ゆきバスへの乗り継ぎが必須になった。また砧06系統の運行時間帯以外は、東急バス砧本村バス停と喜多見・宇奈根地区を結ぶオンデマンドバスが設定されており、乗車には30分前までの電話やWebからの予約が必須になる[15]。
- 狛11（小田急） 狛江駅南口 - 和泉多摩川駅 - 砧浄水場前 - 喜多見住宅
- 狛12（小田急） 狛江駅南口 - 喜多見中学校 - 荒玉水道 - 宇奈根

喜多見駅発着路線
- 喜01（小田急） 喜多見駅 - 市民グランド入口 - 狛江ハイタウン折返場
- こまバス（狛江市コミュニティバス）南ルート　狛江駅北口 → 和泉多摩川駅 → こまえ苑 → 喜多見駅 → 狛江駅北口

### 道路

#### 主な道路
- 世田谷通り - 仙川を大蔵橋で渡り、喜多見に入る。砧小学校交差点から国分寺崖線を下る。崖と野川の間を進み、中之野橋で野川を渡り、狛江方面へ進む。
- 多摩堤通り - 野川沿いを走る。北端は左岸だが、すぐに喜多見大橋を渡り右岸を進み、新井橋でまた左岸に戻る。
- 荒玉水道道路 - 砧浄水場正門前から発し、北東へ直線状に進む（外環道工事のため、直線ではない箇所がある）。砧小学校交差点で喜多見を出る。
- 水道道路（狛江-宇奈根） - 喜多見中学校の南側を直線状に進む。喜多見公園付近で荒玉水道道路と交差する。荒玉水道バス停はこちらの水道道路沿いにある。
- いかだ道 - かつての多摩川の材木輸送に関わっていた古道。狛江側の品川道に通じていた。7丁目に念仏車がある。
  - 上記の5つの道路は東京都道11号大田調布線の一部や支線などである。

#### 遊歩道
- 多摩川沿い - 土手の上がサイクリングコースとなっている。
- 野川沿い - 両岸が遊歩道となっている。北部右岸では野川緑道と呼ばれる[16]

。
- 滝下橋緑道 - 7丁目の世田谷通りから野川に至る。用水路跡を緑道とした[17]

。
- 喜多見緑道 - 喜多見中学校の北側から東側を通る。狛江市の岩戸川緑道と繋がっている。
- 喜多見まえこうち緑道[注 1] - 1丁目の中央部を横断する。喜多見1-4遊び場を経て、宇奈根の緑道と通じている。

#### 高速道路
- 東名高速道路 - 宇奈根との境界を通る。通過部分は全て高架となっている。外環道とつながる東名ジャンクションが建設中である。
- 東京外環自動車道（建設中） - 野川左岸の地下を通る。

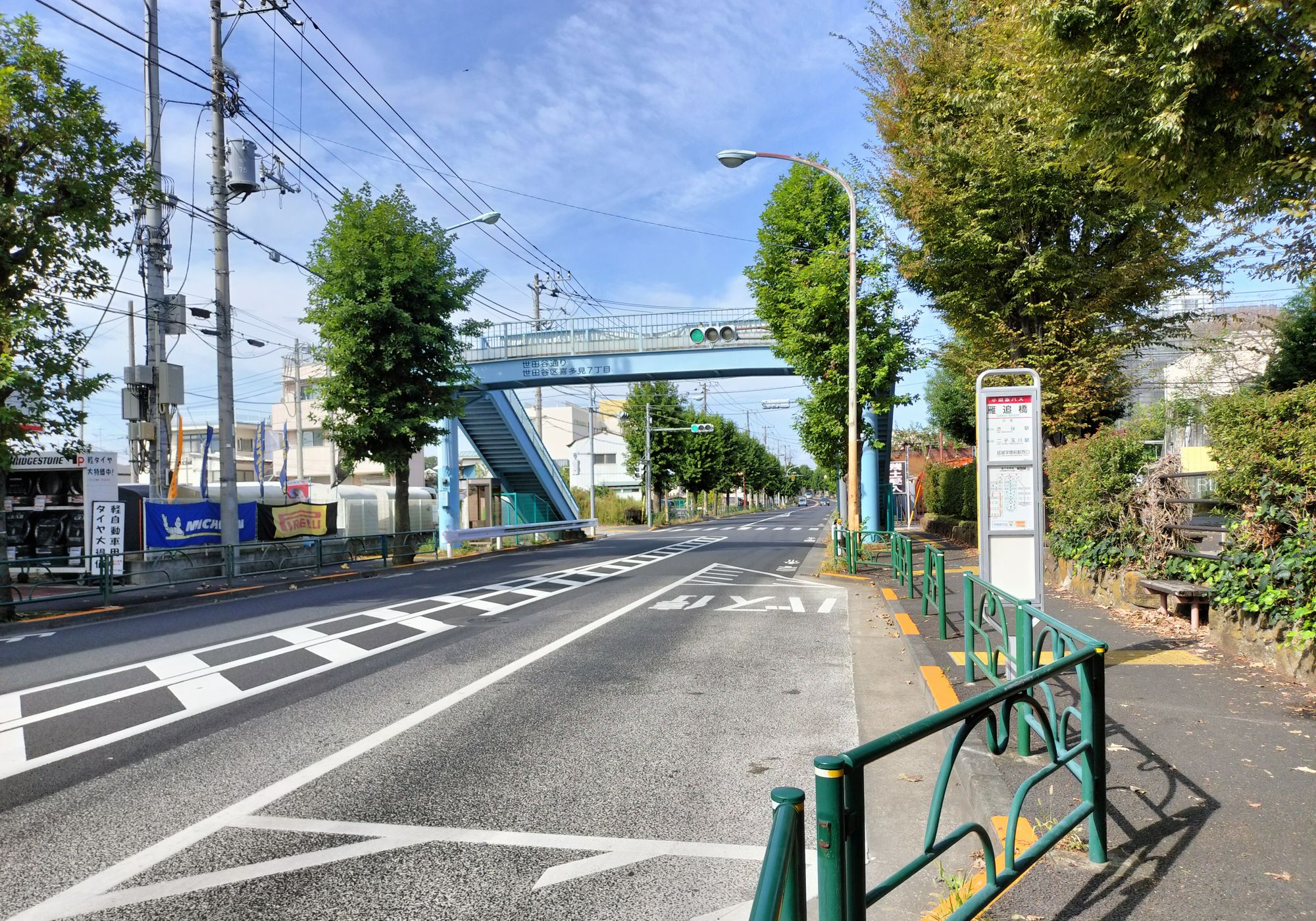
世田谷通りの雁追橋バス停付近（右側は成城）
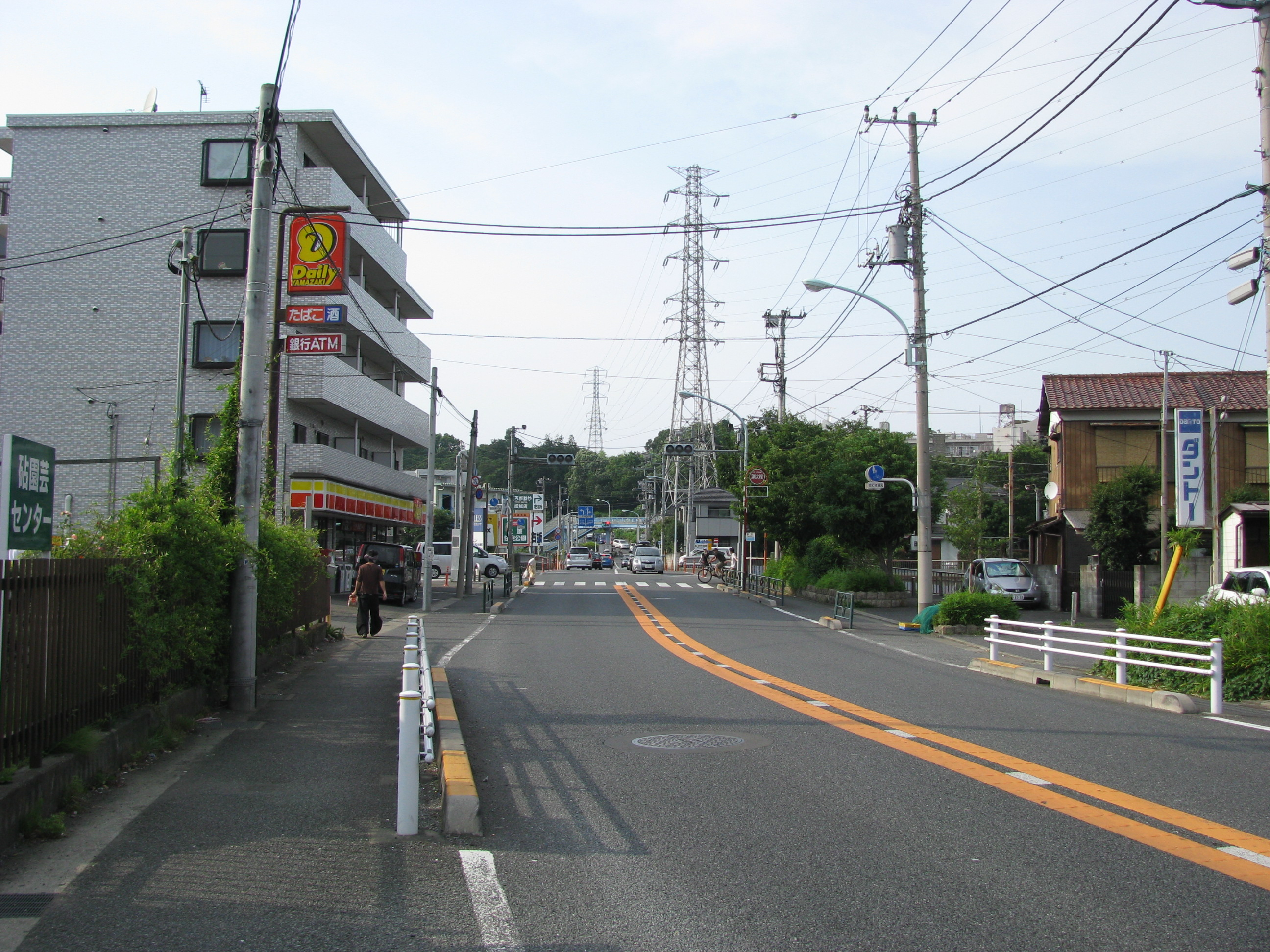
多摩堤通りの北端付近（2011年）
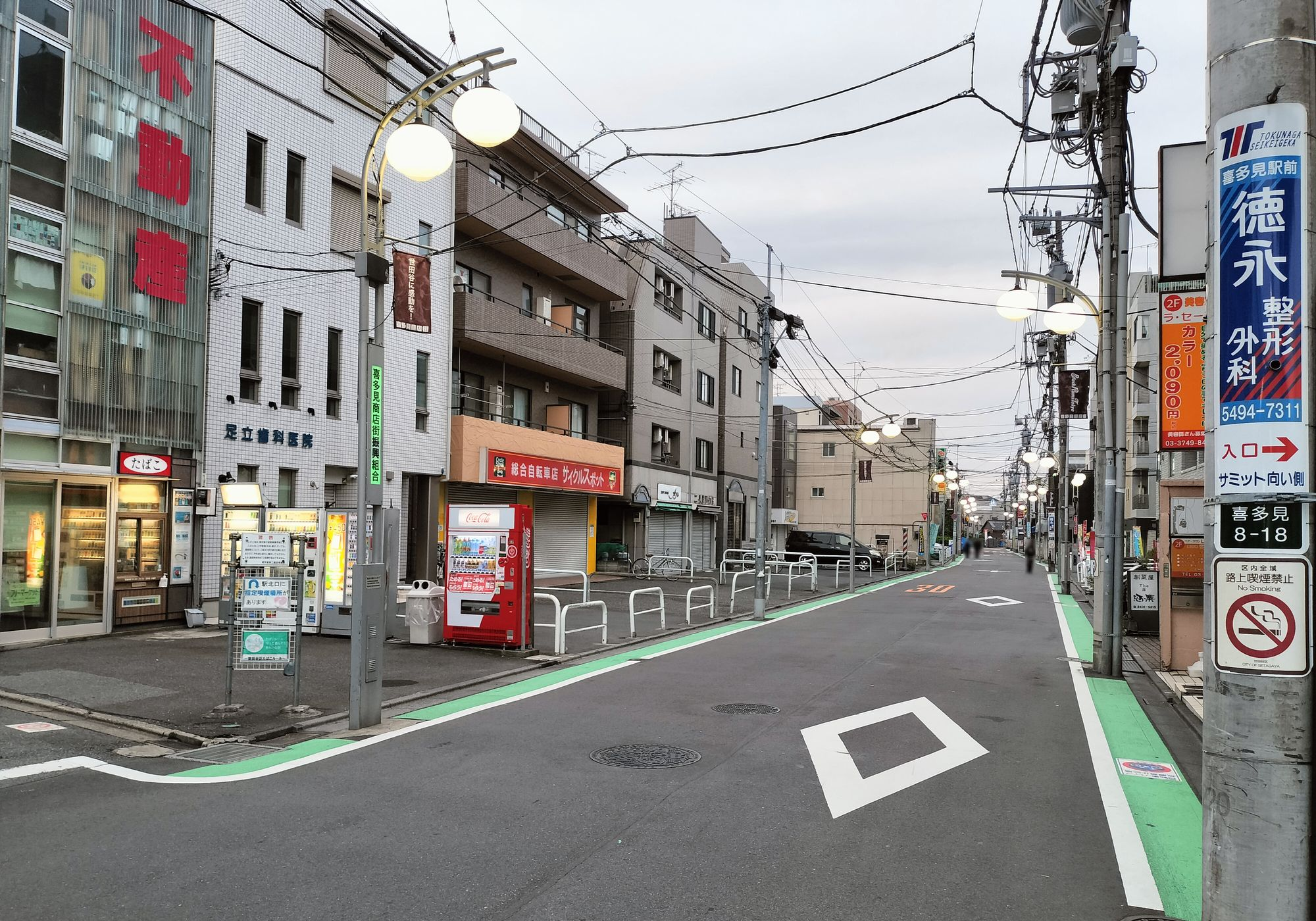
喜多見駅前の通り
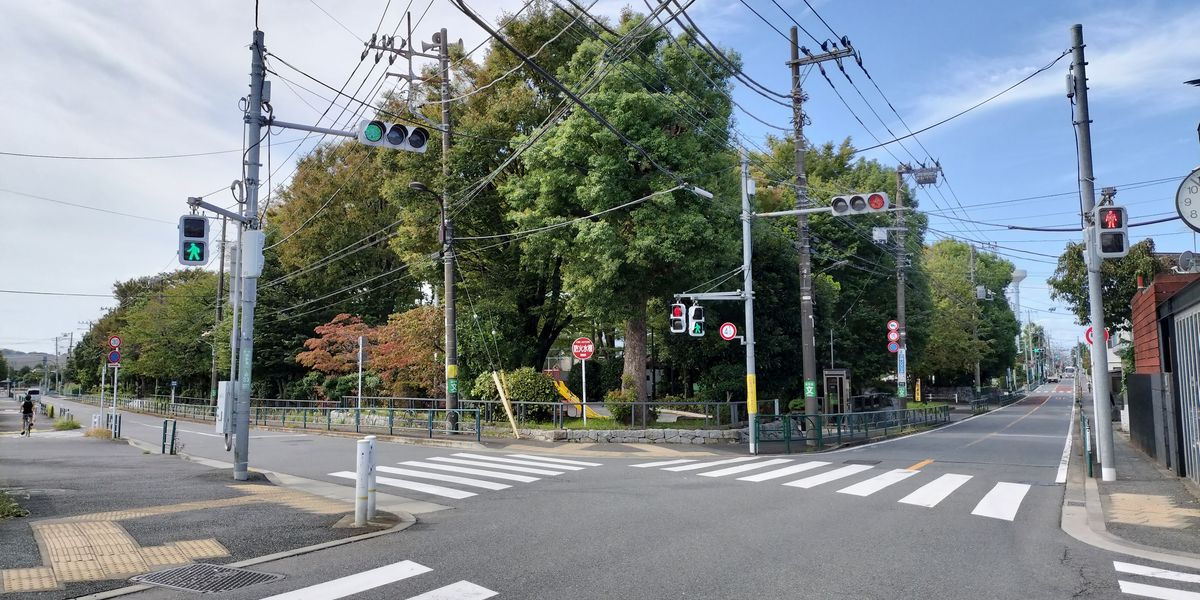
喜多見公園の北東角では、荒玉水道道路と狛江-宇奈根の水道道路が交差する。
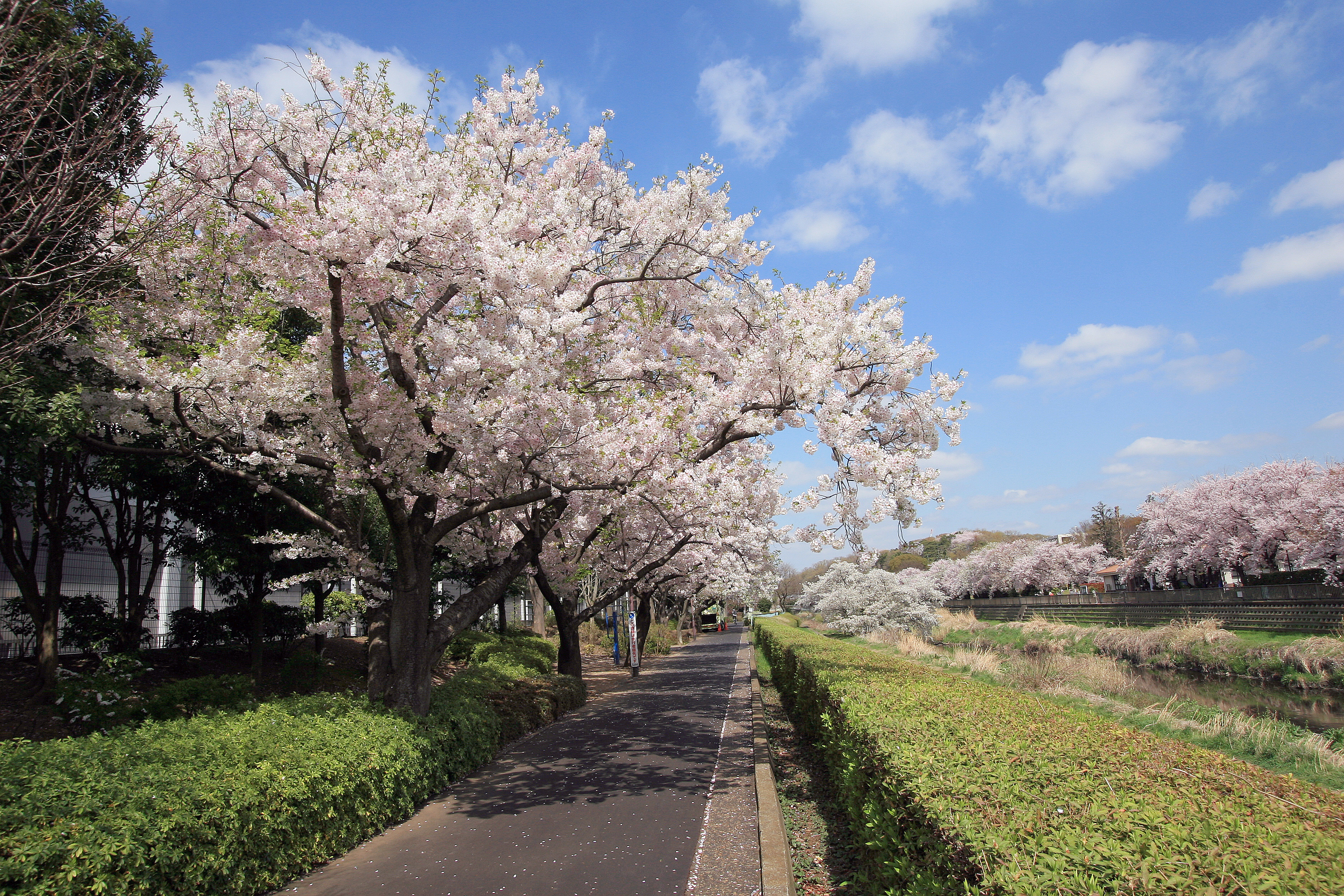
野川緑道
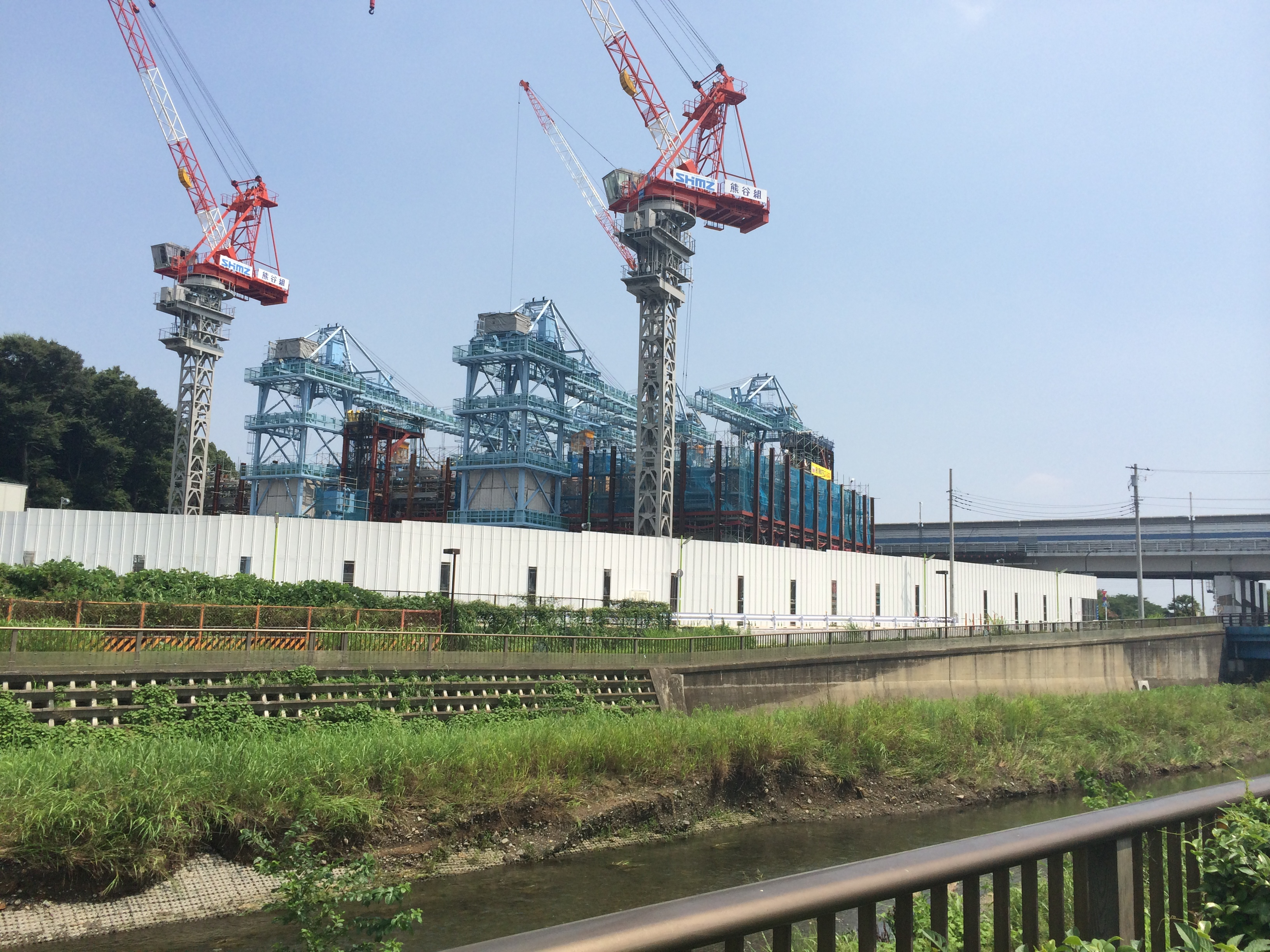
東名ジャンクションの工事現場

## 事業所
2021年（令和3年）現在の経済センサス調査による事業所数と従業員数は以下の通りである。
| 丁目         | 事業所数  | 従業員数 |
| ------------ | --------- | -------- |
| 喜多見一丁目 | 62事業所  | 840人    |
| 喜多見二丁目 | 36事業所  | 222人    |
| 喜多見三丁目 | 47事業所  | 597人    |
| 喜多見四丁目 | 45事業所  | 205人    |
| 喜多見五丁目 | 59事業所  | 468人    |
| 喜多見六丁目 | 29事業所  | 209人    |
| 喜多見七丁目 | 69事業所  | 752人    |
| 喜多見八丁目 | 110事業所 | 1,137人  |
| 喜多見九丁目 | 110事業所 | 1,663人  |
| 計           | 567事業所 | 6,093人  |

### 事業者数の変遷
経済センサスによる事業所数の推移。
| 年                 | 事業者数 |
| ------------------ | -------- |
| 2016年（平成28年） | 501      |
| 2021年（令和3年）  | 567      |

### 従業員数の変遷
経済センサスによる従業員数の推移。
| 年                 | 従業員数 |
| ------------------ | -------- |
| 2016年（平成28年） | 5,324    |
| 2021年（令和3年）  | 6,093    |

## 管轄等

### 警察・防犯
- 警察署 - 全域が成城警察署の管轄である[注 2]。関連する交番は以下の通り。
  - 喜多見駅前交番
  - 東宝前交番 - 世田谷通りの坂の途中にある。
  - 喜多見駐在所 - 知行院そば。
- その他 - 青パトが世田谷区により運営されている。

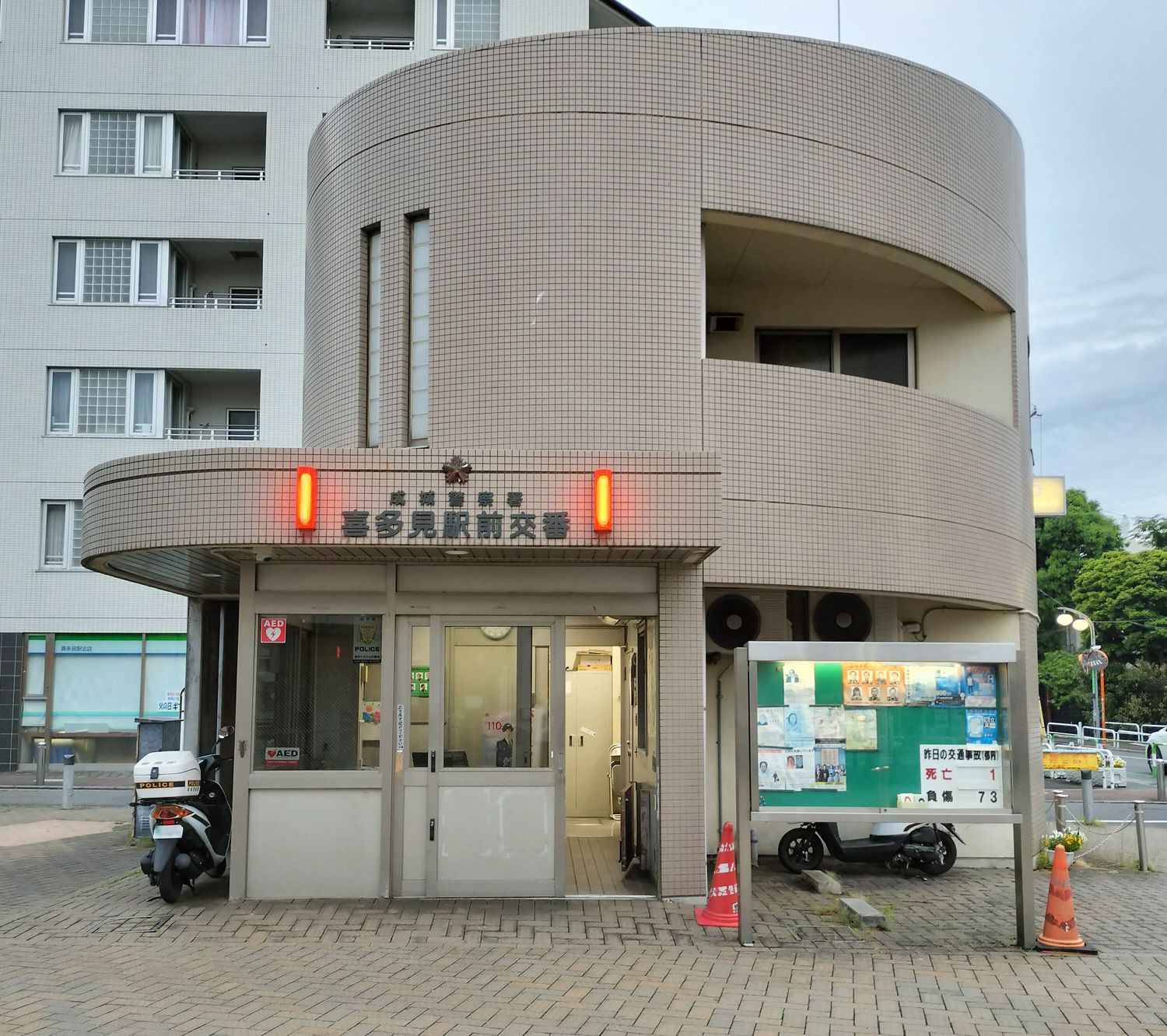
喜多見駅前交番
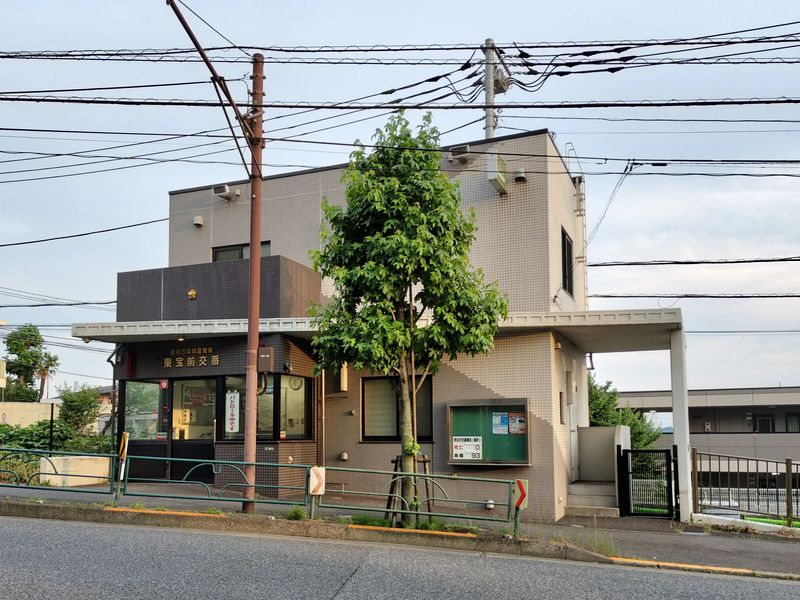
東宝前交番
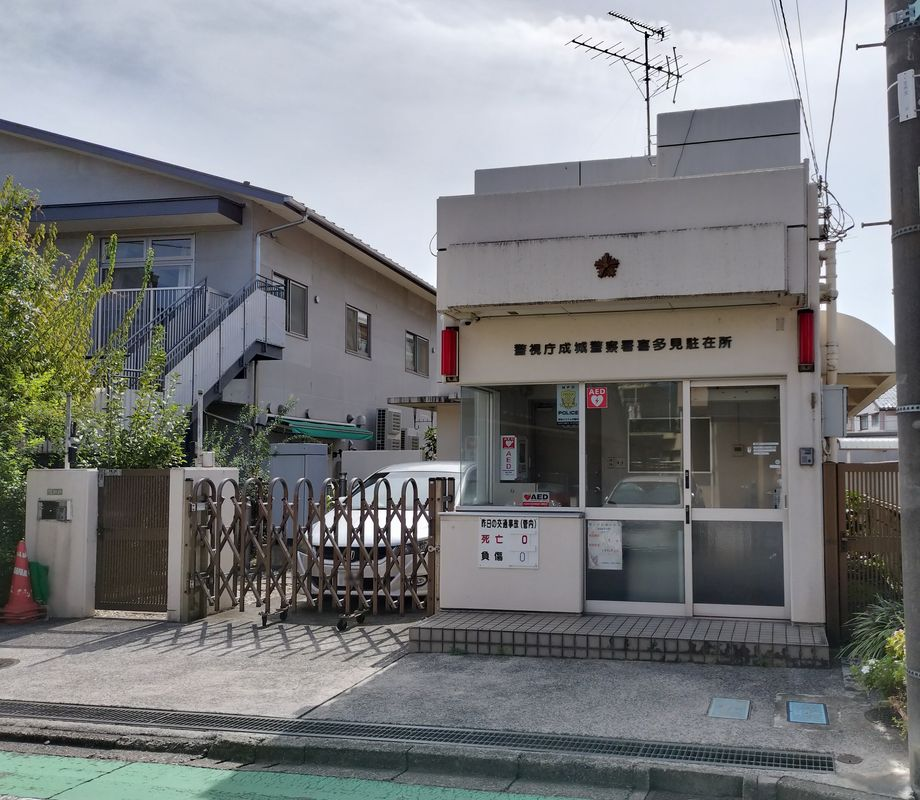
喜多見駐在所
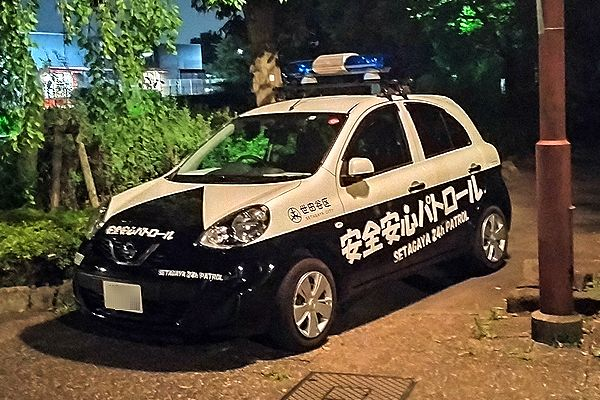
青パト（次大夫堀公園にて）

### 消防
- 消防署 - 全域が成城消防署の管轄である。
- 消防団 - 成城消防団第6分団が喜多見と宇奈根地区を担当している。

### 郵便
- 集配局 - 全域を成城郵便局が担当している。
- 小規模局[注 3]
  - 喜多見駅前郵便局
  - 世田谷喜多見三郵便局（3丁目） - 同局の風景印の図案は次大夫堀公園民家園である[20]。

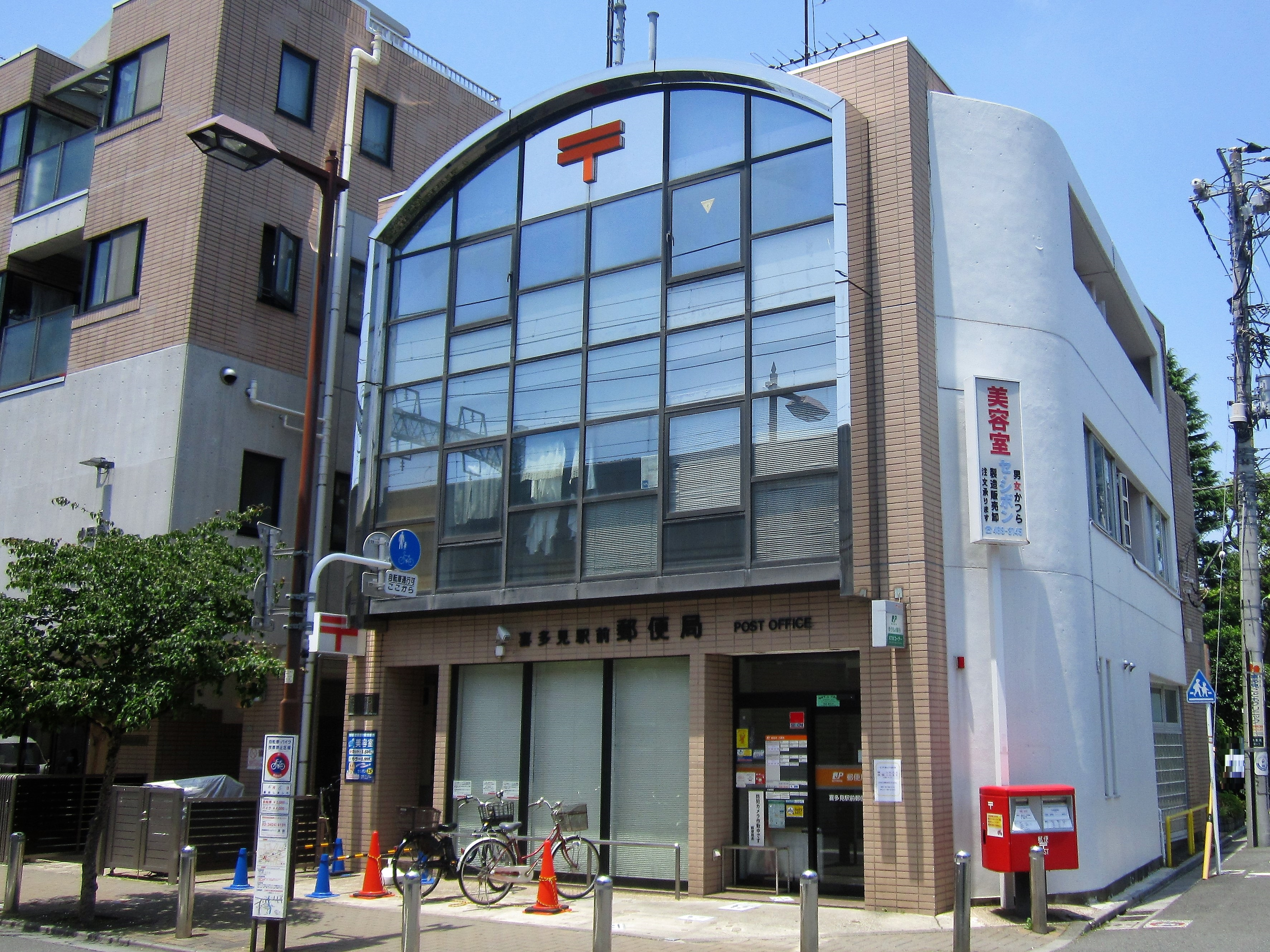
喜多見駅前郵便局
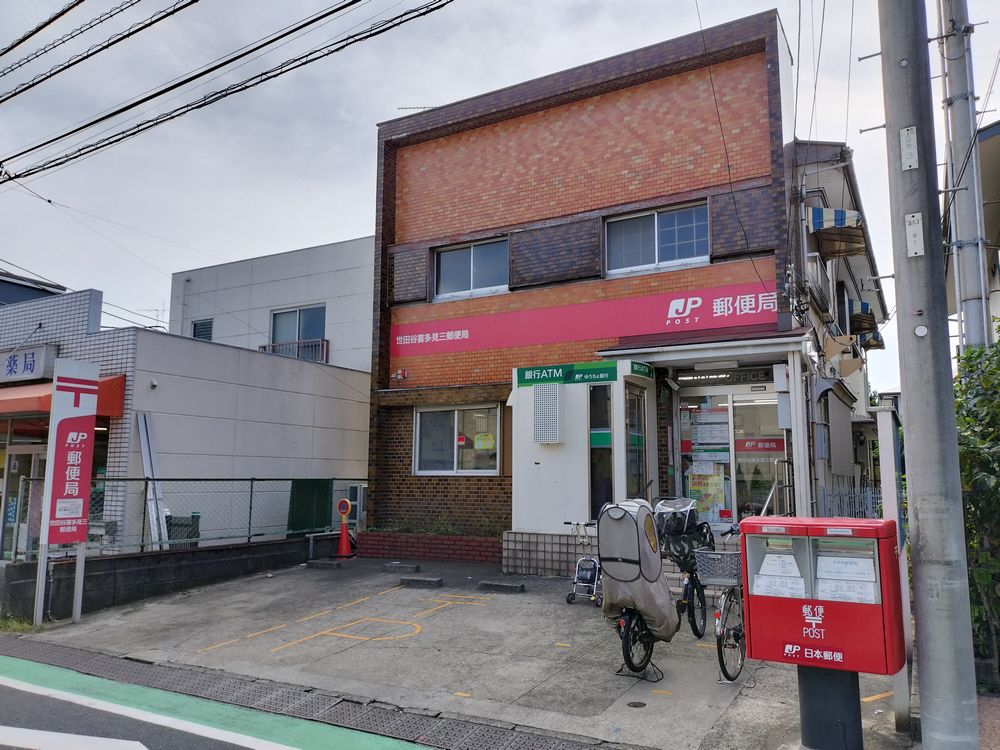
喜多見三郵便局

## 観光

### 祭・催事
- 慶元寺花まつり
- 慶元寺みたままつり

- 喜多見地区区民祭り - 11月3日に喜多見小学校で行われる地域最大のお祭り[21]。
- 喜多見氷川神社祭り
- 喜多見盆踊り大会

### 名所・旧跡
- 第六天塚古墳 - 古墳時代の円墳を江戸時代に第六天を祀った塚とした。現在は史跡となっている[22]。
- 喜多見稲荷塚古墳 - 古墳時代の円墳。「稲荷塚古墳緑地」として整備された[23]。

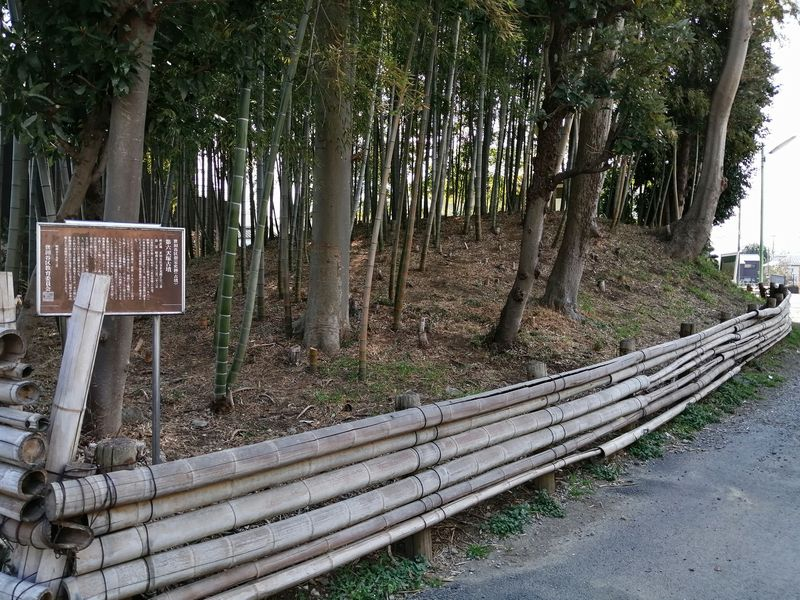
第六天塚古墳
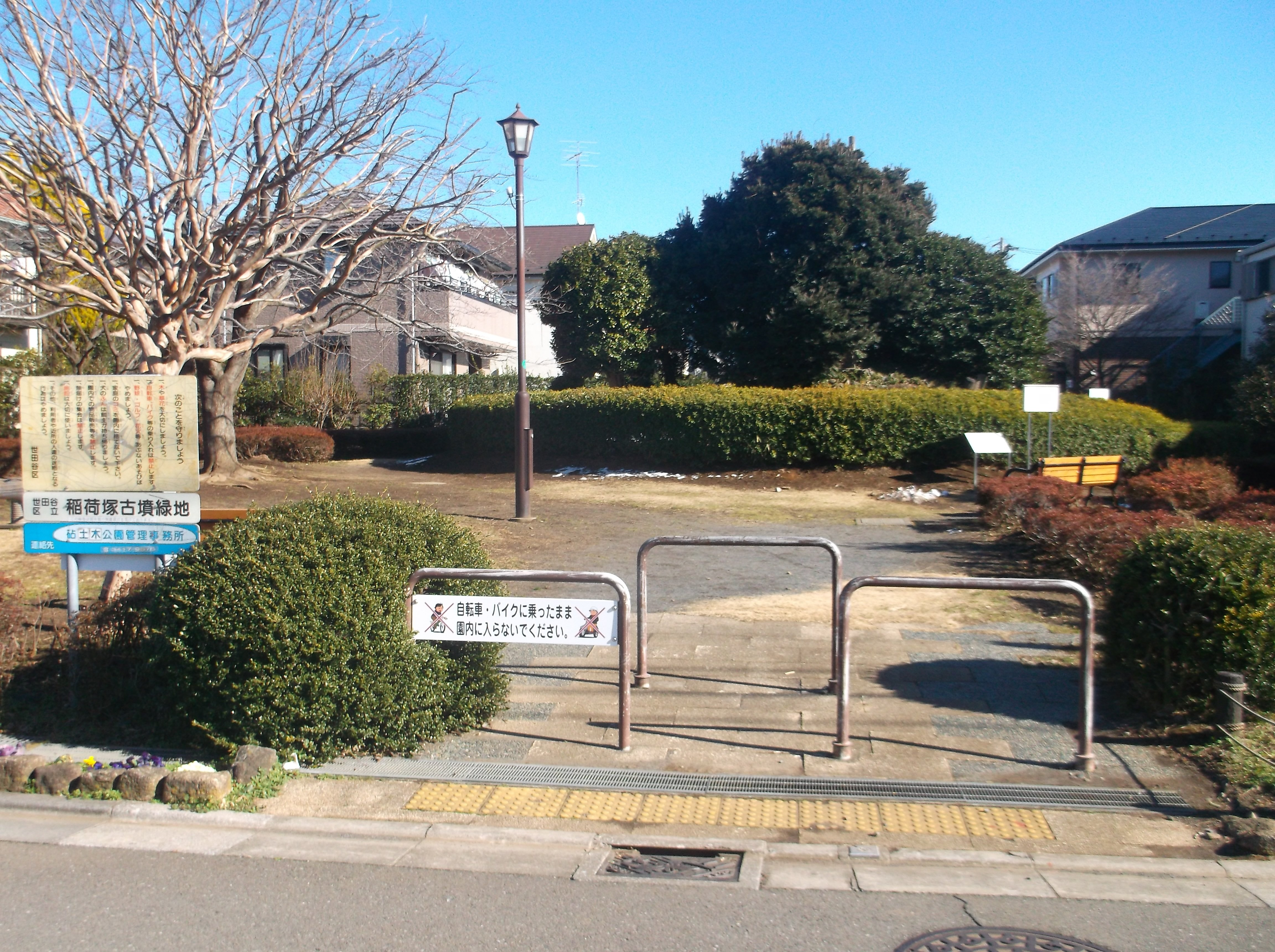
喜多見稲荷塚古墳

## 主な施設

### 行政
- 喜多見まちづくりセンター
  - 喜多見図書室

### 宗教

#### 神社・寺

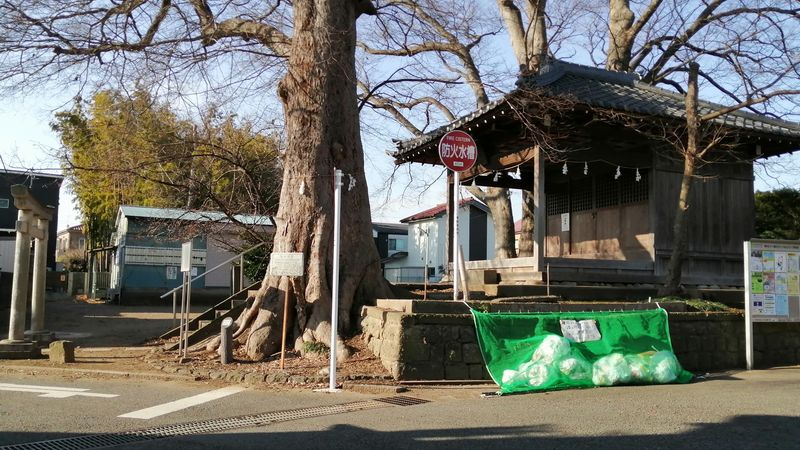
稲荷神社
- 白山神社 - 菊池山哉の著書『長吏と特殊部落』によると「社殿は立派である。御神体は立像で、蛇が冠の上に巻いてあったというが、男神か女神かわからない。子供が玩具にしていたが、見えなくなったという。末社は稲荷神。」[25]。
- 喜多見氷川神社
- 須賀神社
- 慶元寺
- 知行院
- 光伝寺

- 須賀神社

#### キリスト教
- カトリック礼拝会 喜多見修道院 - 新館の設計は藤木隆男。
  - カトリック喜多見教会 - 喜多見修道院の敷地にあった。2013年にカトリック成城教会と統合された。

### 公園
- 喜多見公園 - 都営喜多見二丁目アパートのエリアの北東にある[26]。
- 喜多見農業公園 - 農地の一部を公園として整備した[27]。
- 竹山緑地 - 「喜多見5-21遊び場」との呼称もある[28]

。
- 次大夫堀公園 - 民家園がある。
- 喜多見東公園 - ユニバーサルデザインが取り入れられている[29]。
- 喜多見東記念公園 - 2014年に開園。湧水池や水路がある[30]。
- きたみふれあい広場
- 喜多見どんぐりの木公園 - 2022年に開園。シラカシが植えられている[31]。

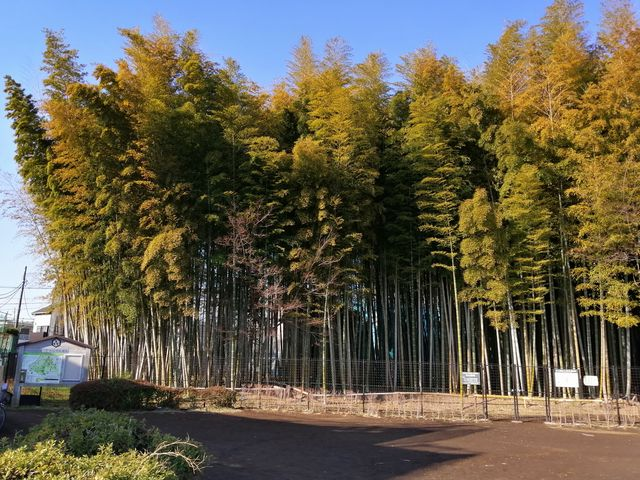
竹山緑地・南
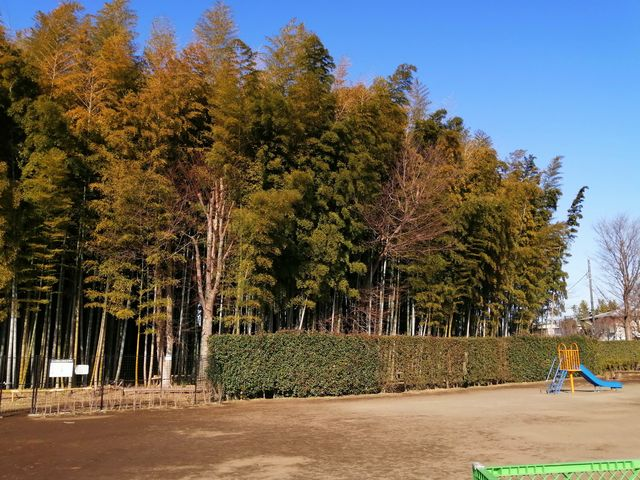
竹山緑地・北

### 学校
- 慶元寺幼稚園

- 喜多見小学校
- 喜多見中学校
- 学校法人国本学園
  - 国本幼稚園
  - 国本小学校
  - 国本女子中学校・高等学校
- 聖セシリア喜多見幼稚園

### 小田急関連
- 小田急研修センター
- 小田急電鉄喜多見電車基地[32]

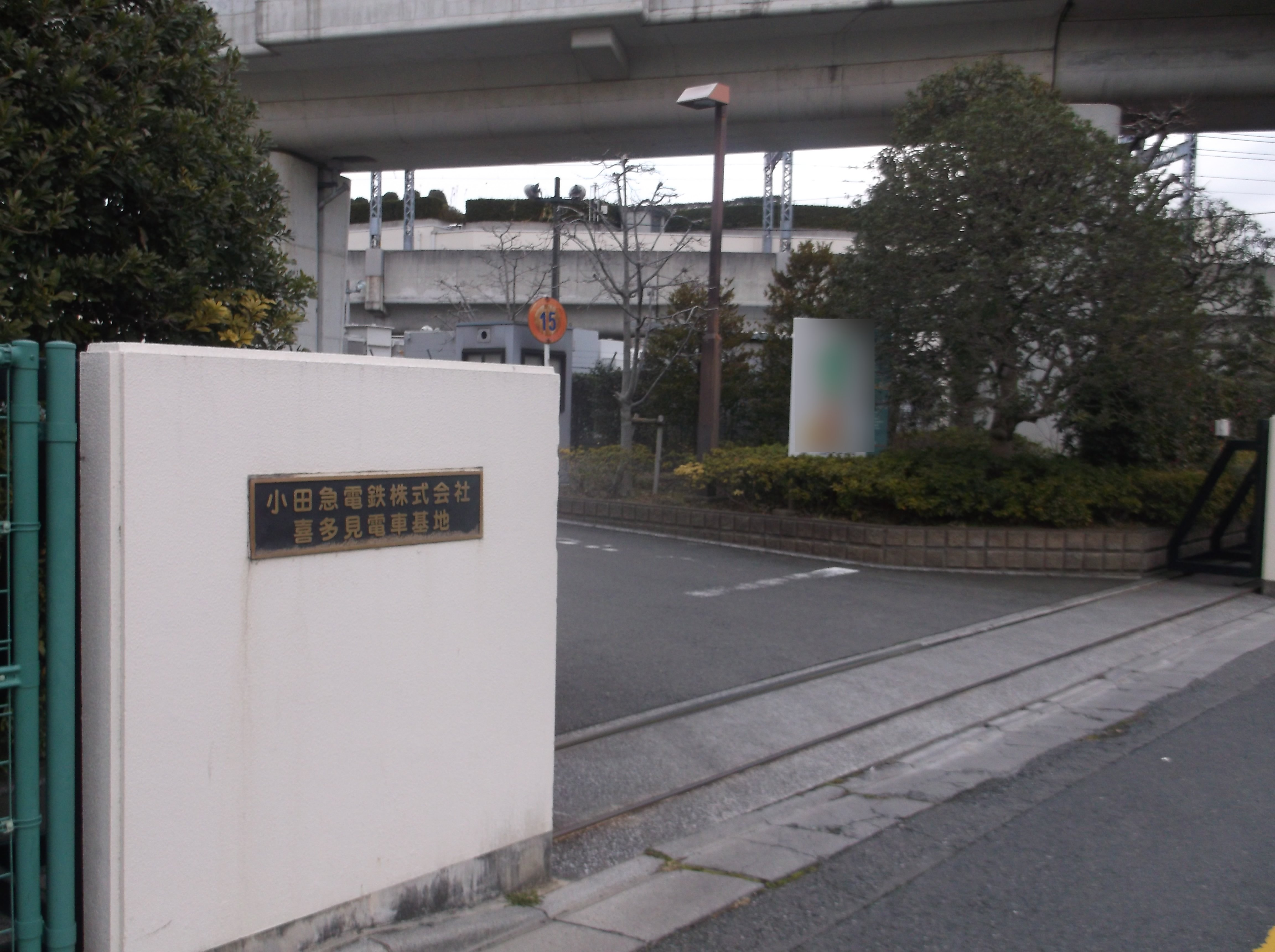
喜多見電車基地

### 河川敷
- 警視庁交通安全教育センター - 河川敷に訓練用のコースがある（宇奈根とまたがる）。土手のそばに庁舎がある。上流側にコースを延長し、白バイの訓練にも使うようになった。
- 目黒区砧球技場 - 目黒区の運動施設。河川敷に野球場とサッカー場がある（宇奈根とまたがる）。土手のそばに管理事務所がある[33]。

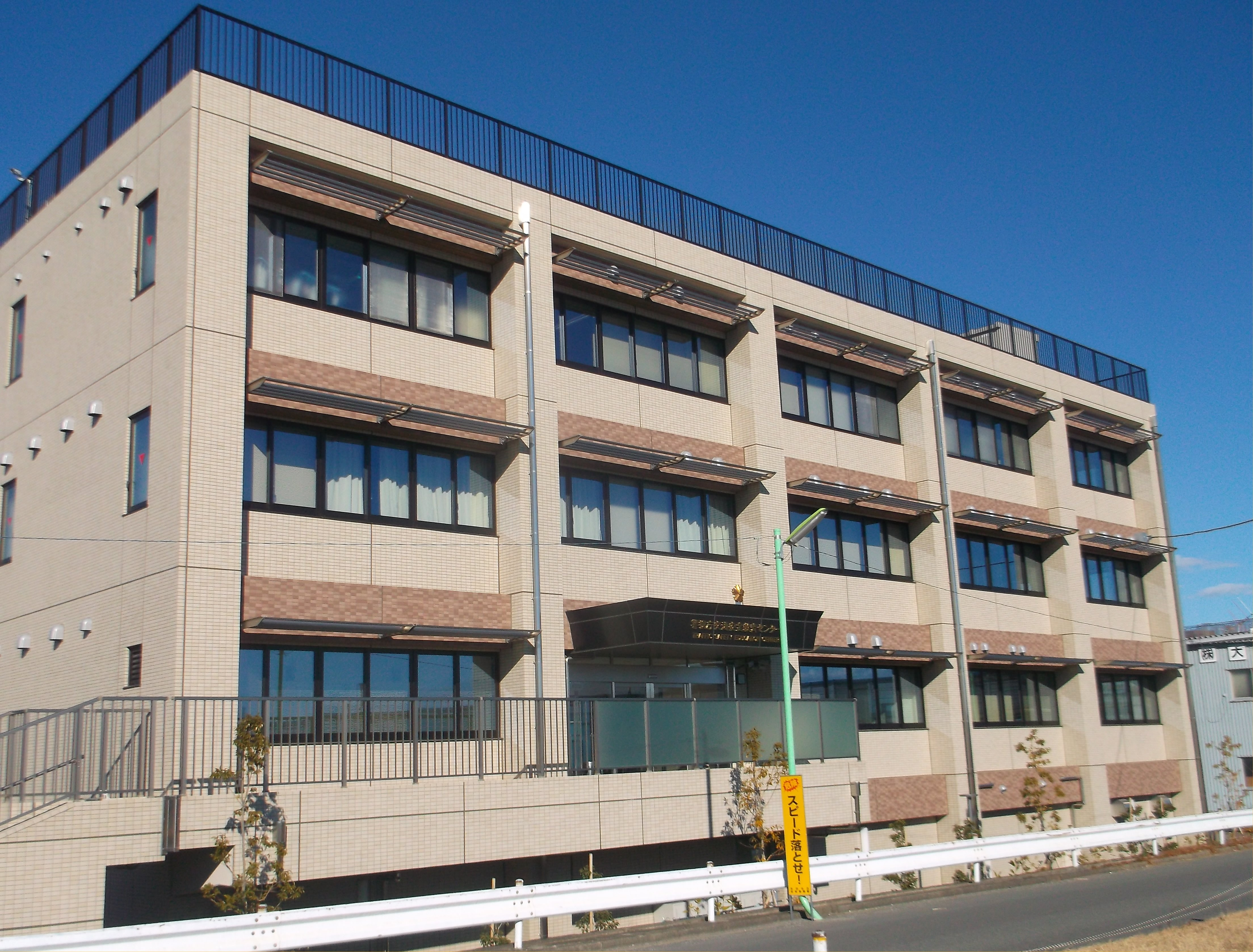
交通安全教育センター庁舎
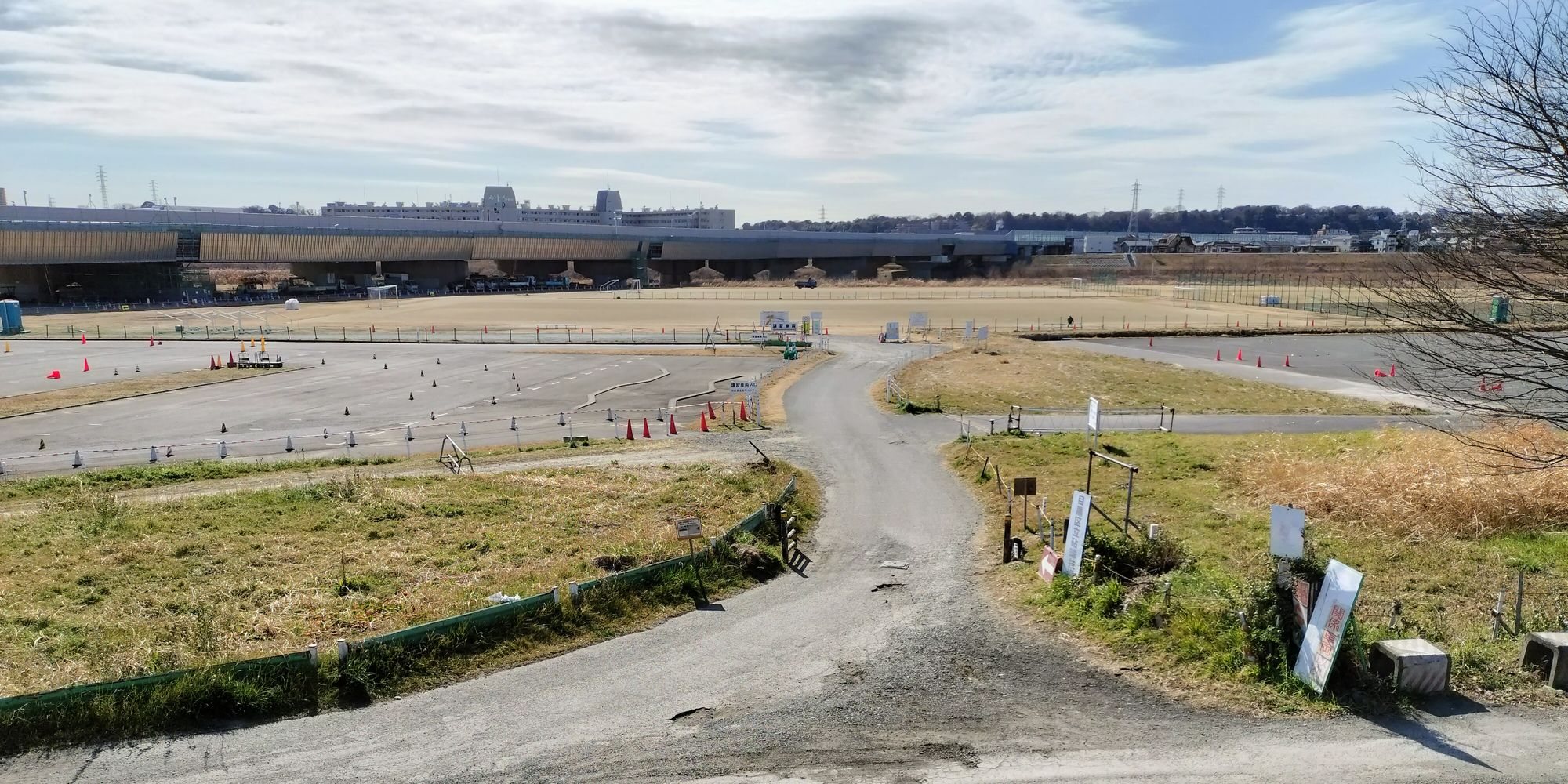
舗装されたエリアが交通安全教育センター、その向こうが目黒区立砧球技場

### その他
- JA東京中央 砧支店 - かつての「砧農協」。元々は多摩堤通り北端付近にあった[注 4]。
- 東京都水道局 砧浄水場
- 材料科学技術振興財団 - 1丁目の土手沿い、浄水場の東にある。
- 送電線 - 喜多見の南東部を通過する送電線は、東京電力パワーグリッドの「川世線」と呼ばれる川崎と世田谷を結ぶ送電系統に属する。送電線は、川崎市の宇奈根から多摩川を渡り、世田谷区の宇奈根、喜多見を通過、その後、成城に入ると北上、北烏山9丁目にある千歳変電所に至る。

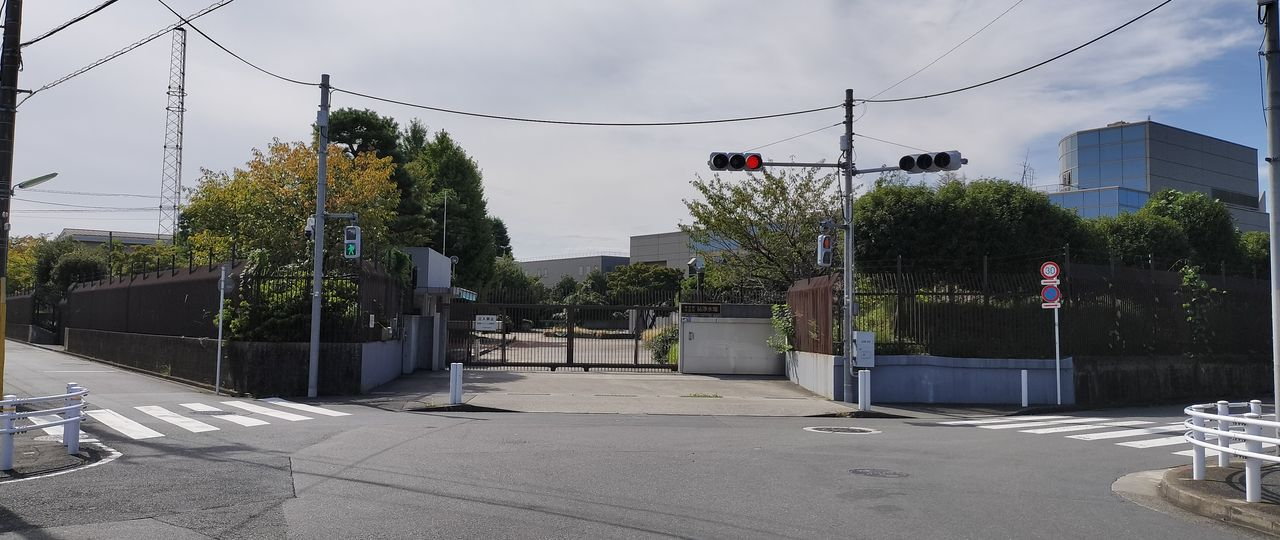
砧浄水場
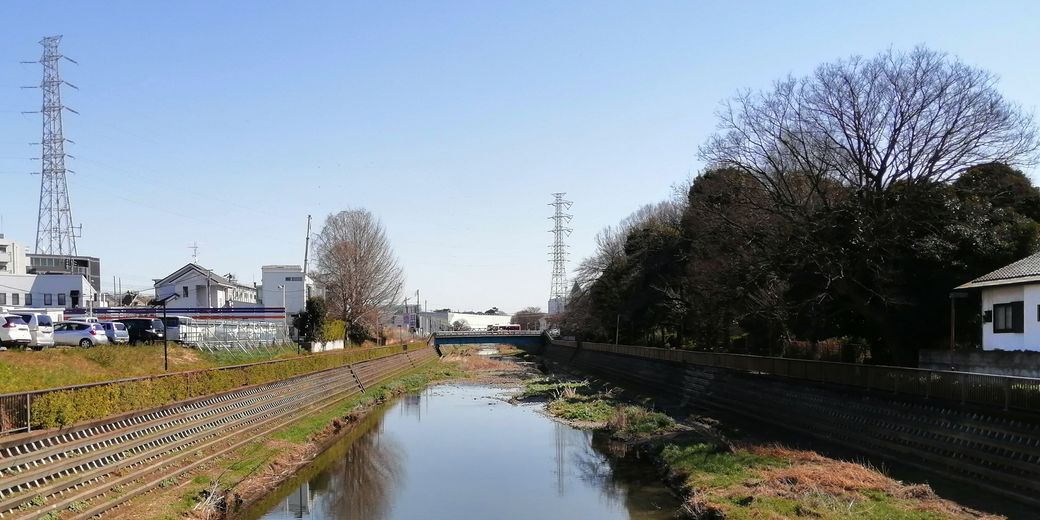
野川を渡る送電線（中野田橋より）

## ギャラリー

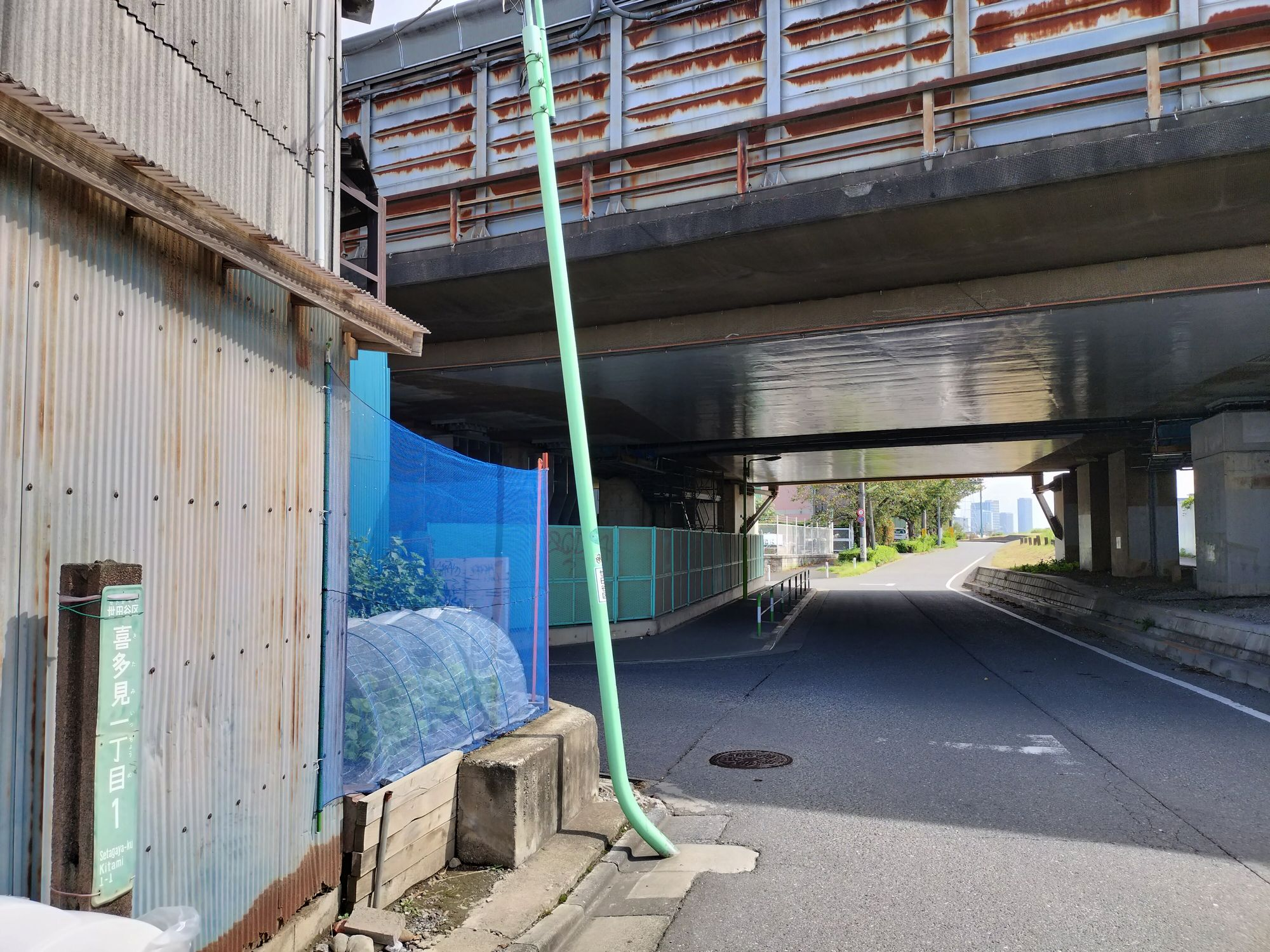
喜多見1丁目1番は東名高速道路と多摩川の交差部付近にある。
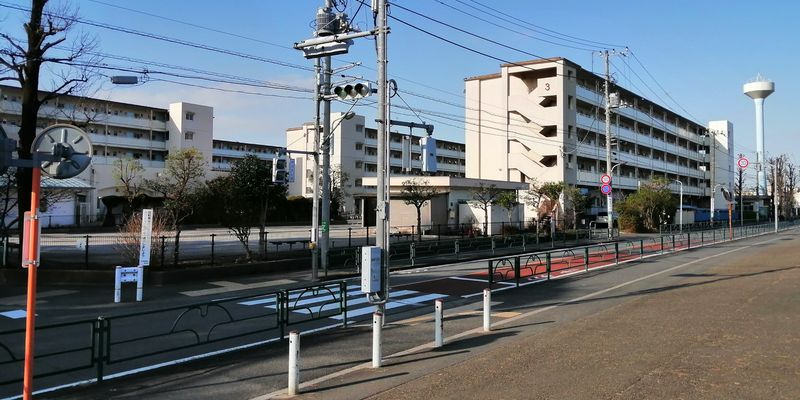
喜多見住宅（都営喜多見二丁目アパート）
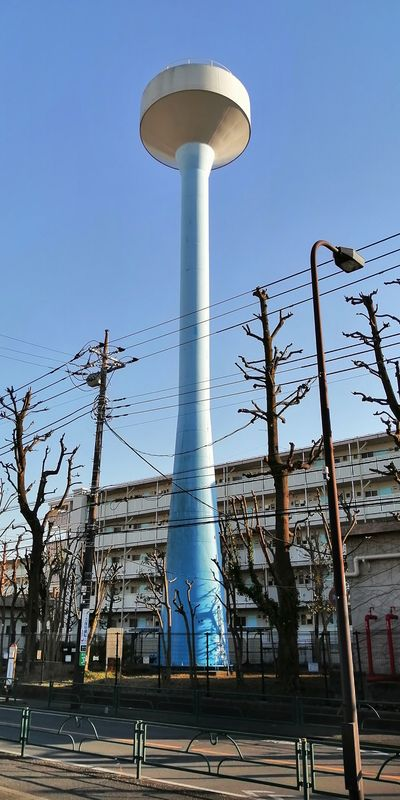
喜多見住宅の給水塔
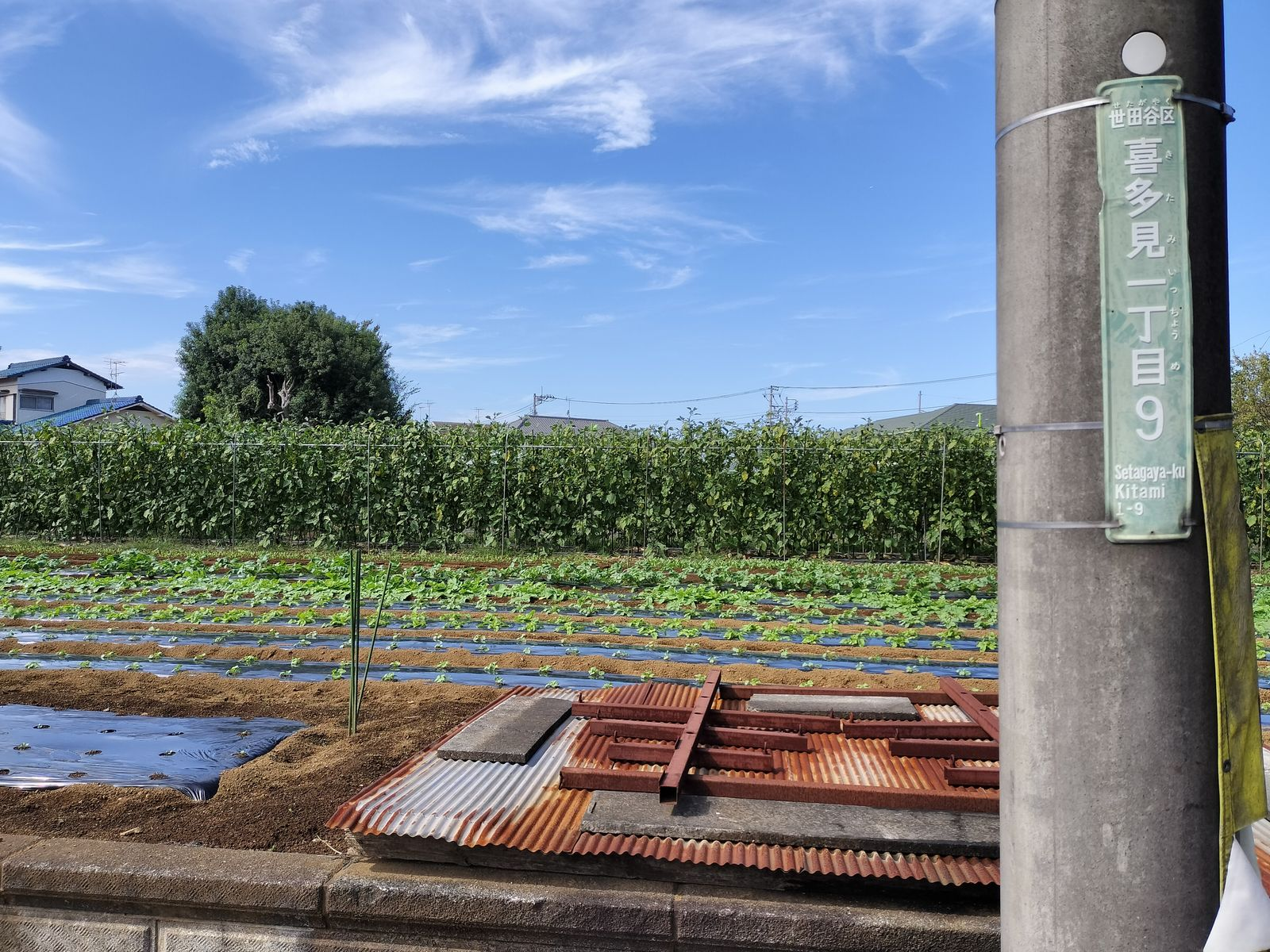
喜多見1丁目の農地
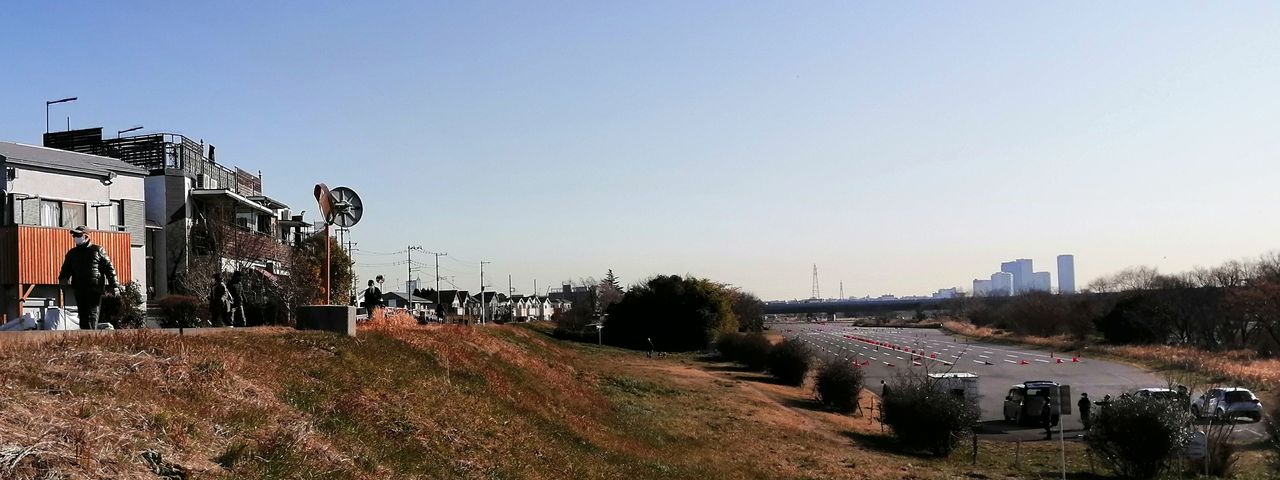
多摩川の河川敷。世田谷区の南西端。遠方のビル群は二子玉川。

## ゆかりの人物
- 川田利明 - 元プロレスラー。6丁目の世田谷通り沿いにラーメン店「麺ジャラスK」を持つ[34]。
- 小宮山洋子 - 元NHK職員、元国会議員。居住歴あり。

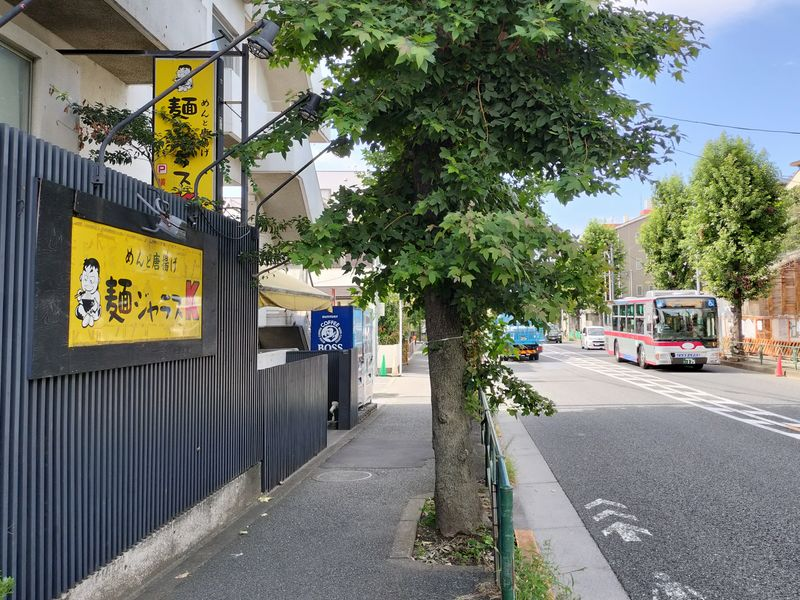
麺ジャラスK

## その他

### 日本郵便
- 郵便番号 : 157-0067[2]（集配局 : 成城郵便局[35]）。